# Гильом V де Монпелье
Гильом V (окс. Guilhem V de Montpellier, фр. Guillaume de Montpellier; 1073/1074 — 1121) — сеньор Монпелье с 1085 года. Сын Бернара Гилема IV и его жены Эрменгарды.

## Биография
Ко дню смерти отца был ещё ребёнком. Поскольку его мать вторично вышла замуж (за Раймона д’Андюза) и уехала из Монпелье, до совершеннолетия находился под опекой родственников.
Принёс оммаж епископу Магелона 10 декабря 1090 года.
Участвовал в Первом крестовом походе в составе отряда Раймунда IV Тулузского, отличился при взятии Маары (1098). Вернулся в Монпелье в 1103 году.
В 1114 году участвовал в попытке завоевания Мальорки.
Присоединил к своим владениям Монтарно и Курнонсек (1111), Попьян и Фронтиньян (1112), Монбазен (1113) и Пиньян (1114). 

## Семья
Жена (с 1087) — дочь графа Пьера де Мельгёйля (Эрмансанда?), с которой был помолвлен в 1080 году, ещё при жизни отца. Дети:
- Сибилла, муж — Бернар III д‘Андюз
- Гиллеметта (Гилельма), муж — Бернар де Мельгёйль
- Гильом VI, сеньор Монпелье
- Гильом Младший, сеньор Омела, Попиана, Монтарно, Вильнёва, Фронтиньяна, Монбазена и Курнонсека, второй муж графини Тибурж Оранской, отец трубадура Рембо Оранского
- Бернар, сеньор де Вильнёв
- Эрменьярда.